# فرد کالینسون
فرد کالینسون (انگلیسی: Fred Collinson؛ ۱۸۷۴ – ۱۵ مه ۱۹۱۵ (aged 41)) بازیکن فوتبال اهل آفریقای جنوبی بود.
از باشگاه‌هایی که در آن بازی کرده‌است می‌توان به باشگاه فوتبال اورتون و باشگاه فوتبال بری اشاره کرد.